# Шлоссберг (Фрайбург)
Шлоссберг (нім. Schlossberg, «Замкова гора») — вкритий деревами пагорб висотою 456 м, у  Фрайбург-ім-Брайсгау, Німеччина. 
Розташований прямо на схід від Старого міста Фрайбурга, є частиною Шварцвальду . 
Укріплені споруди будували на Шлоссбергу з XI століття. 
Залишки деяких з них можна побачити й сьогодні. 
Кілька років опікунська рада намагалася зробити історичне минуле Шлоссберга у Фрайбурзі більш помітним. 
Для цього старанно розкривають залишки старих, зарослих укріплень, щоб зробити їх доступними для відвідувачів. 
Шлоссбергтурм, розташований на пагорбі, пропонує унікальний панорамний вид на все місто та його околиці, побудовано у 2002 році за проектом опікунської ради.
Бурггальдерінг також пропонує гарний вид на місто, особливо з Каноненплац прямо над історичним центром. Бурггальдерінг, який огинає пагорб на половині висоти, є частково пішохідною стежкою, а частково лісовою дорогою, закритою для автомобільного руху. 
До нього можна дістатися пішки або автомобілем, а з липня 2008 року також через новий Шлоссбергбан, фунікулер, побудований замість старої канатної дороги Шлоссберг.
На горі є водонапірна башта, побудована в 1874-76 рр для водопостачання Фрайбурга. 
Поруч з резервуаром для води знаходиться велике бомбосховище, побудоване в XX столітті. 
Його головний вхід розташовано із західного боку гори. 
Вежа Бісмарка, споруджена з червоного пісковику, розташована на скелі над Бурггалдерінгом. 
Її спроектував Фріц Гейгес і урочисто відкрив в 1900 році.